# Kyi Leo
Der Kyi Leo ist eine nicht von der FCI anerkannte Hunderasse aus den Vereinigten Staaten.

## Herkunft und Geschichtliches
Ab 1950 begannen Züchter in der Gegend von San Francisco mit Kreuzungen von Maltesern und Lhasa Apso. Das Ergebnis gefiel: ein kleiner, hübscher Hund mit Temperament. Ab 1965 entwickelt eine Frau Linn die Rasse ausschlaggebend weiter. 1969 trafen sich Züchter und gaben der Rasse den Namen Kyi Leo (kyi tibetanisch für Hund, Leo lateinisch für Löwe).

## Beschreibung
Der Kyi Leo ist mit 20–30 cm ein kleiner Hund. Das Fell ist lang, reicht aber nicht wie beim Malteser auf den Boden.  Es sollte gerade bis leicht gewellt sein, in den Farben schwarz-weiß, goldfarben-weiß, auch einfarbig, bei einigen verblasst das schwarz zu schiefergrau.